# Яновер, Азриэл Мордкович
Азри́эл Мо́рдкович Я́новер (идиш עזריאל יאַנאָװער‎‎; 26 декабря 1875, Чемеровцы, Каменец-Подольский уезд, Подольская губерния — 31 января 1938, Хотин, Бессарабия, Румыния) — еврейский поэт, драматург, педагог. Писал на идише.

## Биография
Родился в семье гусятинского хасида Мордхе Яновера. После женитьбы (1895) и до конца жизни учительствовал в уездном городке Хотине Бессарабской губернии, преподавал еврейский язык (идиш) в беженской школе для девочек, затем в других школах города и в театральной студии.
Публиковал стихи и статьи в кишинёвских изданиях «Ундзэр цайт» (Наше время, редактор Золмэн Розенталь) и «Дэр моргн» (Утро), в черновицких «Дос найэ лэбм» (Новая жизнь), «Ундзэр ворт» (Наше слово), «Дос ворт» (Слово) и «Чэрновицэр блэтэр» (Черновицкие листки), а также в «Уфганг» (Восход) и «Марморешер блетер» (Мармаросские листы, обе — Сигет) и других периодических изданиях. Автор пьесы «Ди гэштэртэ либэ» (Обречённая любовь), написанной для местной еврейской труппы.
Сын — Давид Захарович Яновер, кинорежиссёр, актёр и организатор кинопроизводства.